# Кармалей
Кармалей — река в России, протекает в Ардатовском районе Мордовии и Порецком районе Чувашии. Устье реки находится в 34 км по правому берегу реки Меня. Длина реки составляет 12 км.
Река берёт начало в Мордовии восточнее деревни Куракино. Река течёт на север, некоторое время образует границу двух республик, затем перетекает в Чувашию, где протекает деревни Ивановка и Красноармейская. Впадает в Меню напротив села Мишуково.

## Данные водного реестра
По данным государственного водного реестра России относится к Верхневолжскому бассейновому округу, водохозяйственный участок реки — Сура от устья реки Алатырь и до устья, речной подбассейн реки — Сура. Речной бассейн реки — (Верхняя) Волга до Куйбышевского водохранилища (без бассейна Оки).
Код объекта в государственном водном реестре — 08010500412110000039067.